# Ainsley Harriott
Ainsley Harriott (28 de febrero de 1957, Londres) es un chef y presentador de televisión británico.

## Carrera

### Comienzos
Hijo del pianista jamaiquino Chester Harriott, cuyo primo fue el saxofonista de jazz Joe Harriott.
Egresado del Colegio de Catering de Westminster, Ainsley comenzó a trabajar como aprendiz en restaurantes. Debido a su talento como cantante y humorista en la cocina, formó con su compañero de escuela Paul Boross, el grupo The Calypso Twins, sacando a principios de los 90 su hit "World Party".
Ainsley fue también jefe de cocina del Lord's Cricket Ground.
Harriott trabajó como chef en restaurantes y hoteles de Londres incluyendo el Dorchester Hotel, Brown's, The Hilton, The Westbury, Café Pelican y Quaglino's.

### Trabajo en televisión
Saltó a la fama en televisión como chef en Good Morning with Anne and Nick, y más tarde como presentador de  Can't Cook, Won't Cook y Ready, Steady, Cook. En estos programas él se desenvolviá con frecuencia con miembros del público destacando su humor en la cocina, además de ser didáctico al explicar las recetas.
Debutó en los Estados Unidos con The Ainsley Harriott Show, con más de 100 episodios.
Es fan de la serie de ciencia ficción británica Enano Rojo, habiendo trabajado en un episodio.
En septiembre de 2008, Harriott presentó el documental de genealogía Who Do You Think You Are? contando la historia de su familia.
En 2009 Harriott hizo una aparición como él mismo en la comedia We Are Klang de la BBC, y en 2010 en la sit-com My Family.
En febrero de 2010 Ainsley se sumó al show matutino GMTV With Lorraine presentando recetas de cocina.
Una figura de cartón de él ha aparecido en varios episodios del comediante Sueco, PewDiePie.

## Libros y vida personal
Harriot también tuvo altas ventas como autor de libros de cocina, que por lo general estaban relacionados con el trabajo hecho en televisión, logrando más de dos millones de libros vendidos y varios idiomas.
Trabajó también en anuncios televisivos y haciendo apariciones en series de la BBC en varias ocasiones. También se destacó como presidente del Television and Radio Industries Club (TIR) durante los años 2004-2005, así como en la prestigiosa entrega de premios de la misma temporada.
Cabe destacar que fue narrador en The Rocky Horror Show Teatro Churchill y Teatro Richmond de 2010.
Posee además su propia marca de productos alimenticios como barras de cereal, sopas y cuscús.
Ainsley Harriott está casado con la diseñadora Clare Fellows, hermana menor del actor y comediante Graham Fellows. Tienen dos hijos. En noviembre de 2012 se informó que se han separado y permanecen en buenos términos.